# Stazione di Millstreet
La stazione di Millstreet  è una stazione ferroviaria  della linea Mallow–Tralee che fornisce servizio a Millstreet nella contea di Cork, Irlanda.

## Storia
La stazione fu aperta il 16 aprile 1853 e chiusa al traffico di merci il 6 settembre 1976.
Nel 2005 con l'attivazione del Comando Centralizzato del Traffico (CTC) sulla linea ferroviaria, la stazione riottenne un binario di precedenza, perduto in precedenza. Contemporaneamente fu eliminato lo scalo merci e furono abbattuti il magazzino e l'originaria cabina, in legno, del segnalamento.

## Strutture ed impianti
La stazione è dotata di un fabbricato viaggiatori posto sul marciapiede meridionale.
Il piazzale è dotato di due binari di cui solo uno accessibile all'utenza tramite un marciapiede. Esisteva una banchina ad isola fra il binario di corsa e quello di precedenza che in seguito fu eliminata.

## Movimento
La stazione è servita dai treni Intercity delle relazioni Tralee Casement – Mallow – Cork Kent e Dublino Heuston – Tralee Casement.

## Servizi
- Servizi igienici
- Biglietterie
- Distribuzione automatica cibi e bevande

## Interscambi
- Capolinea autolinee